# Éric Escoffier
Éric Escoffier (L'Arbresle, Ródano-Alpes; 9 de agosto de 1960–Broad Peak, 29 de julio de 1998) fue un alpinista y guía de montaña francés. Fue uno de los alpinistas franceses más destacados de la década de 1980 y es famoso por sus hazañas en el Mont Blanc, como varias ascensiones en libre, primeras ascensiones invernales y encadenamientos. También se dedicó al alpinismo en el Himalaya, llegando a escalar cinco ochomiles. Falleció en 1998 junto con su compañero de ascensión Pascale Bessières durante la ascensión al Broad Peak.

## Biografía

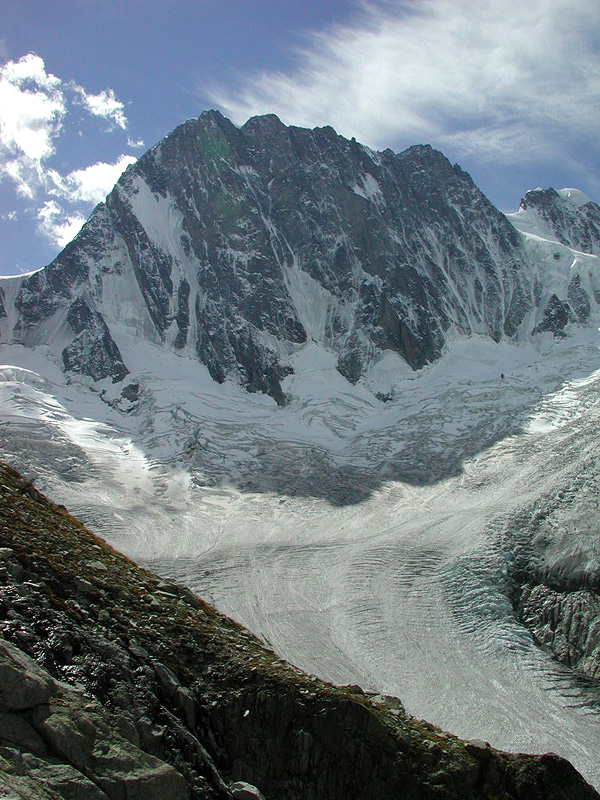
La cara norte de las Grandes Jorasses, donde Escoffier realizó ascensiones invernales y encadenamientos.

De joven practicó natación y gimnasia artística, entrenando en barras paralelas, anillas y potro. Debido a una lesión en la muñeca, tuvo que abandonar la carrera competitiva. A partir de ese momento se dedicó al senderismo de montaña y, desde 1980, también a la escalada. Realizó el servicio militar en Chamonix en el Groupe Militaire de Haute Montagne (GMHM), donde conoció a Christophe Profit y comenzó a practicar el alpinismo en el Mont Blanc.

### Mont Blanc
En 1983, a los 23 años, realizó un gran número de hazañas en el macizo del Mont Blanc. Escaló por primera vez en libre la vía Bonatti-Ghigo en el Grand Capucin (junto con Thierry Renault, Jean-Baptiste Tribout y D. Chambre), la Direttissima Americana en las Aiguilles du Dru (con Profit, Thierry Renault y Pascal Etienne) y la Vía Americana en la Aiguille du Dru. Consiguió la primera ascensión invernal del Hypercouloir del Brouillard (con Profit y Pierre Royer) y de la vía Frost-Harlin (con A. Estève y Pierre Royer) en el Mont Blanc, así como de la MacIntyre-Colton y de la Vía de los Eslovenos con Daniel Lacroix en las Grandes Jorasses.
En esos mismos años también realizó encadenamientos difíciles como:
- La Directa Americana y la Vía Bonatti en las Aiguilles du Dru en once horas en 1982;[7]
- Lavía Boivin-Vallençant en el Grand Pilier d'Angle y la vía clásica al Pilone Centrale del Freney en 1983;
- La Directa Americana en las Aiguilles du Dru y el Sperone Walker en las Grandes Jorasses en 1985;[8]
- Los espolones Croz y Walker en las Grandes Jorasses en 1985.[9]

### Himalaya
En 1985, con 25 años, se traslada al Himalaya, a la cordillera del Karakórum, y salta a la fama por ascender tres ochomiles en solo veinte días. El 15 de junio alcanzó la cima del Gasherbrum II y el 22 de junio la del Gasherbrum I. A continuación, se trasladó al campamento base del K2 y, en tres días, del 4 al 6 de julio, también escaló el K2 por el Espolón de los Abruzzos. Durante el descenso del K2 muere su amigo y compañero de muchas ascensiones, Daniel Lacroix. Antes de regresar a Francia, intenta un cuarto ochomil, el Broad Peak, pero tiene que detenerse a 7 400 metros debido al mal tiempo.

### Las tres cumbres del norte de los Alpes
De vuelta de las expediciones al Himalaya, intenta una cadena aún no realizada: la ascensión en invierno de las tres grandes cumbres del norte: Grandes Jorasses, Eiger y Cervino. En esta empresa compite con Profit, que ya había conseguido la ascensión en 24 horas de las tres cumbres del norte el 25 de julio de 1985. El 12 de marzo de 1987, Escoffier parte hacia el Eiger y Profit hacia las Grandes Jorasses (espolón Croz). Sin embargo, el escaso conocimiento del Eiger por parte de Escoffier da ventaja a Profit, que es el primero en completar la hazaña en 42 horas.

### Accidente de coche y regreso al alpinismo
La noche del 11 de septiembre de 1987 sufre un grave accidente de coche en las gargantas de Arly, en la Alta Saboya. Su coche se salió de la carretera y chocó contra unas rocas. Queda con una hemiplejía del 35 % en su lado izquierdo. A pesar de ello, con mucha rehabilitación consigue volver a practicar el alpinismo.
Solo dos años después, en 1989, escala el Everest con la expedición Turbo Everest, pero tiene que detenerse a 7 800 metros debido al mal tiempo. En 1997 decide que quiere escalar antes de 2001 los 14 ochomiles y las Siete Cumbres, las siete montañas más altas de cada continente. En octubre de 1997 escala su quinto ochomil, el Cho Oyu.

### Broad Peak
Al año siguiente, en 1998, se encuentra en el Broad Peak, cumbre ochomil en la frontera entre Pakistán y China. El 28 de julio acampa a 7 800 metros con Pascale Bessières en el collado del Broad Peak. Al día siguiente son vistos por última vez en la cresta entre el collado y la cima. Desde ese momento, los dos son dados por desaparecidos y sus cuerpos no fueron encontrados.